# دستیار داروخانه

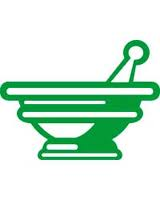
داروی دست‌ساز

تکنیسین داروخانه یا دستیار داروخانه که گاهی اوقات با نام نسخه‌پیچ نیز شناخته می‌شود، یکی از ارائه‌دهندگان خدمات درمانی است که در داروخانه و تحت نظارت مستقیم یک دکتر داروساز فعالیت می‌کند. این صنف شامل ده‌ها هزار نفر است در حدود ۸٬۴۰۰ داروخانه کشور کار می‌کنند. تکنسین‌های دارویی معمولاً در بخش‌های مختلفی (معمولاً داروخانه‌های شهری و بیمارستانی) فعالیت می‌کنند، اما می‌توانند در بخش‌های دیگری مثل شرکت‌های دارویی، شرکت‌های بیمه و شرکت‌های نرم‌افزاری کار کنند. در بسیاری از کشورهای پیشرفته نظیر ایالات متحده و بریتانیا، دوره‌های آموزشی، که شامل یک دوره کارآموزی داروخانه به عنوان بخش مهمی از شرایط استخدام برای تکنسین داروخانه است. بسیاری از داروخانه‌ها در این کشورها تمایل دارند تکنسین‌هایی را که از مراکز علمی مدرک معتبر دریافت کرده‌اند استخدام نمایند. اکثر نسخه پیچ‌های داروخانه در ایران دارای تحصیلات مرتبط با این رشته‌ نمی‌باشند.

## شرایط کار
این شغل به دلیل لزوم تسلط بر اسامی چندین هزار نام ژنریک و نام تجاری داروها و لزوم خواندن آن از میان علایم و اختصارات و حتی اشتباهات پزشکان بسیار سخت بشمار می‌رود.هر چند این موارد از وظایف مسئول فنی داروخانه می‌باشد و فرد نسخه پیچ تنها وظیفه دارد نسخه را پس از خوانده شدن توسط دکتر داروساز و تأیید ایشان آماده نماید.آسیب‌های مختلفی ناشی از ایستادن طولانی شاغلین به این حرفه را تهدید می‌کند.

رئیس انجمن صنفی تکنسین‌های داروخانه‌های استان آذربایجان شرقی به خبرگزاری کار ایران ایلنا گفته‌است:
هر کارفرمایی به دلخواه خود به کارگران شاغل در این حرفه حق و حقوق پرداخت می‌کند تا جایی که بسیاری از تکنسین‌های زن داروخانه‌ها با حقوق ۲۵۰ هزار تومان مشغول به کار هستند.
شاغلین در این حرفه به دلیل نداشتن بیمه و سایر مشکلات از امنیت شغلی بسیار پایینی برخوردار هستند. حقوق قانونی دیگری همچون مرخصی استحقاقی، مرخصی استعلاجی، سنوات، اضافه کار، شب کاری و دیگر حقوق مصرح در قانون کار نیز معمولاً در این صنف بی معناست و به سادگی توسط داروسازان و داروخانه داران نقض می‌شود.
رئیس انجمن صنفی کارگران فنی داروخانه‌های استان کرمانشاه می‌گوید: «میان کارگران فنی داروخانه‌های استان کرمانشاه و کارفرمایان قرارداد کاری منعقد نمی‌شود و هر مشکلی میان کارفرما و کارگر فنی داروخانه، به اخراج کارگر منتهی می‌شود. امنیت شغلی کارگران فنی داروخانه‌های این استان در حد «صفر» است و کارفرمایان هر زمانی که بخواهند آن‌ها را اخراج می‌کنند.»
دبیر انجمن صنفی کارگران داروخانه‌های خراسان رضوی دربارهٔ شرایط سخت این شغل و تخلفات عدیده داروسازان می‌گوید: «بعضی داروخانه داران برخی مواقع داروی تاریخ مصرف گذشته میان مردم توزیع می‌کنند؛ یا کارگران‌شان را مجبور می‌کنند قیمت داروها را بیش از میزان واقعی در دفترچه بیماران بنویسند، یا از آنها می‌خواهند در صورتی که داروی اصلی در داروخانه موجود نیست داروی مشابه را به بیمار بدهند اما در دفترچه بیمه، قیمت داروی اصلی که احتمالاً گران‌تر است را می‌نویسند. اگر کارگری نخواهد در این سیستم پر از تخلف و تقلب حل شود و به خواسته‌های کارفرما تن ندهد باید به اداره نظارت بر امور دارویی گزارش بدهد که زیر سیطره داروخانه داران قرار دارد.»

داروسازان برای پرداخت حقوق کمتر مانع از رتبه‌بندی در این صنف می‌شوند به نحوی که حقوق تکنسین با ۲۵ سال سابقه با حقوق تکنسین با ۶ ماه سابقه برابر است. همچنین داروسازان با نقض قانون کار از امضای قرار داد با تکنسین امتناع می‌کنند.

## اعطای رانت بزرگ به انجمن داروسازان توسط وزارت بهداشت
در ایران تکنیسین دارویی سال‌ها به‌طور تجربی و با کار در داروخانه انجام می‌گردید در حال حاضر نیز قانوناً هیچ مدرک تحصیلی خاصی از سوی وزارتخانه‌های مسئول همچون وزارت کار، بهداشت، و علوم برای تصدی این شغل تعیین نشده‌است. داروخانه‌ها نیز در عمل حاضر به پذیرش افراد بدون سابقه کار معمولاً نیستند.
در شرایطی که وزارت بهداشت حاضر به برگزاری دوره‌های آموزشی خاصی نشد (با وجود آنکه داروخانه دولتی ۱۳ آبان دارای امکانات و کتب آموزشی مناسب است)، سازمان آموزش فنی و حرفه‌ای از سال ۱۳۷۵ به‌طور محدود کلاس‌های آموزشی را برگزار می‌کرد.
نهادهایی همچون جهاد دانشگاهی اقدام به برگزاری کلاس‌های بسیار کم بازده و با هزینه بالا برای نموده‌اند که با توجه به جمعیت فراوان افراد بیکار تعداد زیادی را به خود جذب کرده‌است. برگزاری این کلاس‌ها عملاً به محل درآمد خوبی برای نهادهای مختلف تبدیل شده‌است.
انجمن داروسازان استان کرمانشاه در سال ۱۳۹۲ مبلغ ۳۰۰ هزار تومان برای برگزاری این کلاس‌ها مطالبه کرده‌اند این در حالی است که برای دوره‌های آموزشی پزشکان حدود نیمی از این مبلغ درخواست شده. همچنین به گفته فعالان این صنف، پزشکان با اعمال نفوذ در دوایر دولتی مانع از صدور پروانه آموزش فنی و حرفه‌ای برای شاغلان این حرفه می‌گردند.

## نهادهای صنفی

### ایران
در شرایطی که پزشکان از نهادهای صنفی همچون سازمان نظام پزشکی (که با وجود صنفی بودن ردیف بودجه دولتی نیز دارد) و همچنین انجمن داروسازان ایران برخوردارند می‌توانند حتی جلوی اجرای مصوبه دیوان در غیرقانونی بودن دریافت حق فنی را بگیرند، در مقابل تکنسین‌های داروخانه از هیچ نهاد صنفی برخوردار نیستند. در آذربایجان شرقی تکنسین‌های دارویی اقدام به تشکیل نهاد صنفی نموده‌اند که در احقاق حقوق این صنف مؤثر بوده‌است. همچنین در استان قم نیز «انجمن صنفی کارگران داروخانه‌های استان قم»، در کرمانشاه «انجمن صنفی کارگران فنی داروخانه‌های استان کرمانشاه»، در استان خراسان رضوی «انجمن صنفی کارگران داروخانه‌های خراسان رضوی» و در اصفهان نیز «انجمن صنفی کارکنان فنی داروخانه‌های اصفهان» فعال شده‌است.

## مقایسه درآمد و شرایط کار
با وجود آنکه تکنسین داروخانه یکی از مشاغل سخت در ایران است در سایر کشورها خصوصاً فرانسه یا انگلیس از وضعیت شغلی بسیار بهتری برخودار است. به نظر می‌رسد وضعیت این شغل در ایران بیشتر از آمریکا و کانادا اقتباس شده‌است.

### آمریکا
نسبت درآمد داروساز و تکنسین داروخانه کمتر از یک چهارم در سال ۲۰۱۲ و یک سوم در سال ۲۰۱۰ بوده‌است. بر اساس اطلاعات دفتر آمار کار که زیر مجموعه وزارت کار ایالات متحده آمریکا است، متوسط حقوق سالانه یک داروساز در سال ۲۰۱۲ مبلغ $۱۱۶٬۶۷۰ در سال یا $۵۶٫۰۹ برای هر ساعت است. در همین سال و بر اساس آمار این مرکز متوسط حقوق سالانه یک تکنسین داروخانه $۳۰٬۴۳۰ در سال بوده‌است.

### کانادا
در کانادا حدود ۱۳۰۰۰ داروخانه فعال وجود دارد. متوسط درآمد سالانه داروساز در کانادا بر اساس ژورنال در حدود ۹۵۰۰۰ دلار کانادا در سال است. بر اساس اطلاعات وبگاه PayScale (وبلاگ تخصصی بررسی حقوق و دستمزد) این میزان بین ۶۳٬۵۸۷ تا ۱۱۳٬۹۵۶ دلار کانادا در سال است.
متوسط درآمد سالانه تکنسین داروخانه در کانادا برا اساس اطلاعات بین ۲۲٬۴۲۶–۴۴٬۷۳۶ دلار کانادا و برای تکنسین ماهر و دارای مدرک بین ۲۳٬۹۵۱–۴۵٬۳۳۵ دلار کاناداست.

### انگلیس
فاصله درآمدی ما بین دکتر داروساز و تکنسین داروخانه در انگلیس کمتر از آمریکا یا ایران است. این فاصله برای داروساز و تکنسین تازه‌کار حدود ۲۵٪ است و در بالاترین حد برای داروساز بسیار ماهر و تکنسیت ماهر بین ۲ تا ۲٫۵ برابر است.
در انگلیس در سیستم Agenda for Change AfC (دستور کار تغییر) که سیستم پرداخت‌ها در نظام بهداشت و درمان آن کشور برای مشاغل مختلف را تعیین و بیش از یک میلیون نفر را شامل می‌گردد همه مشاغل این بخش به ۹ گروه تقسیم شده‌است.
بر اساس اطلاعات وبگاه دولتی National Careers Service (راهنمایی ملی برای فرصت‌های شغلی) در انگلیس میزان درآمد یک تکنسین داروخانه در ابتدای کار که در گروه ۴ از میان گروه‌های ۹ گانه قرار می‌گیرد بین ۱۸٬۸۳۸ تا ۲۲٬۰۱۶ پوند در سال است. بر خلاف سیستم آمریکایی و ایرانی که به مرور زمان تغییر خاصی در دریافتی تکنسین داروخانه وجود ندارد، در انگلیس پس از ۲ سال تکنسین با افزایش درآمدی بین ۲۱٬۳۸۸ تا ۲۷٬۹۰۱ پوند مواجه است.
تکنسین‌های دارای سابقه کار بالا به گروه‌های ۶ یا ۷ از گروه‌های ۹ گانه شغلی ارتقا یافته و درآمدی بین ۲۵٬۷۸۳ تا ۳۱٬۷۶۴ پوند در سال خواهند داشت.
درآمد داروساز در ابتدای کار سالانه ۲۱٬۳۸۸ پوند، داروساز ماهر که در گروه ۶ قرار دارد سالانه ۳۴٬۵۳۰ پوند و داروساز با مهارت بالاتر و مدیر گروه که در گروه ۷ یا هشت مشاغل بهداشتی قرار می‌گیرد بین ۳۰٬۷۶۴ پوند تا ۸۱٬۶۱۸ پوند در سال است.
بر اساس آمار این مرکز تعداد شاغلین این حرفه در انگلیس در حال حاضر ۳۰۰ هزار نفر است.

### فرانسه
بر اساس اطلاعات Office national d'information sur les enseignements et les professions نهاد دولتی که زیر نظر وزارت آموزش فرانسه فعالیت می‌کند و مجله معتبر L'Étudiant میزان متوسط حقوق یک تکنسین داروخانه در فرانسه در ابتدای کار بین ۱۴۴۵ تا ۱۹۹۹ یورو در ماه است و درآمد ماهانه یک داروساز بیش از ۲۵۰۰ یورو در ماه.